# Malicorne 2
Albums de Malicorne
Malicorne
(1974) Almanach
(1976)
Malicorne, aussi appelé Malicorne 2 ou Le Mariage anglais, est le deuxième album studio du groupe folk français Malicorne, sorti à l'automne 1975.

## Historique
Cet album rencontre un important succès populaire : les ventes dépassant le seuil des 100 000 exemplaires, le groupe se voit récompensé d'un disque d'or [réf. nécessaire].
D'origines diverses, les chansons traditionnelles sont toutes adaptées et arrangées par le groupe. Leurs thématiques tournent autour de l'amour ou du mariage, mais aussi de la mort avec Le Bouvier, titre emprunté au répertoire traditionnel Occitan ("Lo Boièr"). On trouve aussi quelques instrumentaux. Les arrangements orientent l'album vers un style résolument folk progressif.

## Liste des titres
| No  | Titre                                                   | Durée |
| --- | ------------------------------------------------------- | ----- |
| 1.  | Le Mariage anglais                                      |       |
| 2.  | Le Garçon jardinier                                     |       |
| 3.  | La Fille aux chansons (Marion s'y promène)              |       |
| 4.  | J'ai vu le loup, le renard et la belette (instrumental) |       |
| 5.  | Cortège de noce                                         |       |
| 6.  | Branle - La Péronnelle                                  |       |
| 7.  | Le Galant indiscret                                     |       |
| 8.  | Marions les roses (Chant de quête)                      |       |
| 9.  | Suite : Bourrée, Scottish-valse                         |       |
| 10. | Le Bouvier                                              |       |

## Personnel

### Malicorne
- Gabriel Yacoub : guitares acoustique et électrique, épinette des Vosges, chant
- Marie Yacoub : dulcimer, bouzouki, vielle à roue, chant
- Laurent Vercambre : violon, bouzouki, harmonium, mandoline, chant
- Hughes de Courson : guitare, basse, cromorne, percussions, chant